# نایل هوران
نایل جیمز هوران (متولد شده با نام نایل جیمز هوران (به انگلیسی: Niall James Horan)، زاده ۱۳ سپتامبر ۱۹۹۳) یک خواننده ایرلندی از گروه پسرانه انگلیسی–ایرلندی وان دایرکشن بود، او کار خوانندگی تکی را از سال ۲۰۱۶ آغاز کرد.

## اوایل زندگی
او در مولینگار،ایرلند به دنیا آمد. مادر وی مائورا هوران گالاگر و پدرش بابی هوران نام دارد. او یک برادر بزرگ‌تر با نام گرِگ هوران دارد. پدر و مادر وی زمانی که او پنج سال داشت، از یکدیگر جدا شدند؛ بنابراین او و برادرش گرگ، یک سال با مادرشان زندگی کردند. بعد از گذراندن یک سال جدایی از پدرشان، تصمیم گرفتند با او زندگی کنند. او در یازده سالگی به خود اموزش داد که چطور گیتاری را بنوازد که متعلق به برادرش بود .
در نوجوانی، در هنگام جمع‌آوری کمک‌های مالی برای تیم فوتبال محلی، در مرکز هنرهای مولینگار اجرا کرد.

## پیشه

### ۲۰۱۰:ایکس فاکتور
در سال ۲۰۱۰، در شانزده سالگی، هوران در فصل هفتم ایکس فاکتور شرکت کرد و آهنگ So Sick از Ne-Yo را خواند. هوران از بین سه داور، دو نظر مثبت گرفت؛ و رأی آخر او توسط کیتی پری که داور مهمان بود مشخص شد. کیتی پری رضایت خود را اعلام کرد و همچنین از هوران خواست تا پشیمانش نکند.
هوران در Bootcamp آهنگ Champagne Supernova را خواند، اما نتوانست به گروه پسران صعود کند.
اما توسط داور مهمان، نیکل شرزینگر، هوران و دیگر اعضای وان دایرکشن در استادیو Wembley به عنوان گروه به خانه داوران راه پیدا کردند.
نام گروه توسط هری استایلز عضو دیگر این گروه گذاشته شد. آن‌ها در خانه سایمن کاول که مربی آن‌ها بود آهنگ Torn را خواندند. آن‌ها در نهایت به اجراهای زنده در ایکس فاکتور راه پیدا کردند اما در هفتهٔ نهایی سوم شدند. در این مدت آن‌ها طرفداران بسیاری در سراسر انگلستان به‌دست آوردند.
آن‌ها آهنگ Forever Young را برای بردشان در ایکس فاکتور حاضر کرده بودند که موفق به انتشار رسمی آن نشدند. اما مدتی بعد این آهنگ در سطح اینترنت لو رفت. چندی بعد آن‌ها با با سایکو ریکوردز که برای کاول است قرار داد بستند.

### ۲۰۱۱_۲۰۱۵:وان دایرکشن
اعضای وان دایرکشن پس از امضای قرار داد، شروع به ضبط اولین آلبوم خود در ژانویه سال ۲۰۱۱ در لس آنجلس کردند. اولین آهنگ آن‌ها با عنوان What makes you beautiful در سپتامبر ۲۰۱۱ منتشر شد. این آهنگ در چندین کشور شماره یک شده‌است. در نوامبر همان سال، اولین آلبوم گروه "Up All Night" در ایرلند و انگلیس منتشر شد و به ترتیب به شماره یک و شماره دو در نمودار رسید. این آلبوم در مارس ۲۰۱۲ به صورت بین‌المللی منتشر شد و وان دایرکشن اولین گروه بریتانیا شد که اولین آلبوم آنها به شماره یک در ایالات متحده رسید.
در نوامبر ۲۰۱۲ آلبوم Take me home دومین آلبوم این گروه منتشر شد. این آلبوم در سی و پنج کشور به شماره یک رسید.
سومین آلبوم استودیویی گروه، Midnight Memories، در ۲۵ نوامبر ۲۰۱۳ منتشر شد. این آلبوم پرفروش‌ترین آلبوم در سراسر جهان در سال ۲۰۱۳ با ۴ میلیون نسخه فروخته شده‌است.
در نوامبر ۲۰۱۴، وان دایرکشن چهارمین آلبوم خود با نام چهار را منتشر کرد.
در نوامبر ۲۰۱۵، Made in the A.M، پنجمین آلبوم آنها منتشر شد. این آلبوم در کشورهای مختلف از جمله انگلیس به شماره یک رسید، در حالی که در بیلبورد ایالات متحده به شماره دو رسید. پس از انتشار این آلبوم، این گروه با یک وقفه نامعلوم روبرو شد.

### ۲۰۱۶ تا ۲۰۱۸: تک خوانی
در سپتامبر سال ۲۰۱۶، اعلام شد که نایل هوران یک قرارداد انفرادی با Capitol Records امضا کرده‌است. در ۲۹ سپتامبر سال ۲۰۱۶، هوران اولین آهنگ انفرادی خود "This town" را منتشر کرد. این آهنگ به شماره نه در جدول UK Singles و به شماره بیست در US Billboard Hot 100 رسیده‌است.
در سال ۲۰۱۷ هوران دومین تک آهنگ سولوی خود به نام slow hands را منتشر کرد. همچنین این آهنگ در فهرست ده آهنگ تاپ بریتانیا و فهرست بیست آهنگ تاپ آمریکا قرار گرفت. آلبوم Flicker در تاریخ ۲۰ اکتبر ۲۰۱۷ منتشر شد و در ایرلند و هلند به شماره یک رسید. در سال ۲۰۱۸ او تور جهانی خود برای آلبوم Flicker را برگزار کرد.
همچنین در فوریه سال ۲۰۱۶، از مودست گلف، یک شرکت مدیریت گلف که هوران به همراه مارک مک دونل و ایان واتس تأسیس کردند، رونمایی شد.

### ۲۰۱۹ تا ۲۰۲۲: Heartbreak Weather
در سپتامبر ۲۰۱۹، هوران اظهار کرد که او در حال کار بر روی آلبوم استودیویی دوم خود با Greg Kurstin است که با تصنیفی تحت عنوان «یه کم منو دوست داشته باش» به او کمک کرد. تک آهنگ اصلی آلبوم، با عنوان از دیدنت خوشوقتم، در ۴ اکتبر ۲۰۱۹ منتشر شد. در تاریخ ۳۰ اکتبر، هوران اعلام کرد که تور این آلبوم در سال ۲۰۲۰ آغاز خواهد شد. دومین تک آلبوم او با نام «یه کم منو دوست داشته باش» در شش دسامبر ۲۰۱۹ منتشر شد. در هفت فوریه ۲۰۲۰ ، هوران سومین تک آلبوم را منتشر کرد ، "No Judgement (بی قضاوت)" همراه با نشان دادن عنوان آلبوم به عنوان "Heartbreak Weather" و اعلام ۱۳ مارس ۲۰۲۰ به عنوان تاریخ انتشار.
Heartbreak Weather با بازخورد مثبت منتقدان منتشر شد و در جزو در ۲۰۰ برتر بیلبورد ایالات متحده و شماره یک در نمودار آلبوم‌های انگلستان ظاهر شد. او به دلیل نگرانی ناشی از همه گیری ویروس کرونا، تور بعدی را لغو کرد.

## آثار
- Flicker (2017)

- Heartbreak Weather (2020)

- The Show (2023)

## تورهای جهانی
- Flicker Sessions
- Flicker World Tour
- The Show: Live on Tour